# 西南琉璃草
西南琉璃草（学名：Cynoglossum wallichii）是紫草科倒提壶属的植物。分布在克什米尔、印度、巴基斯坦、阿富汗以及中国大陆的云南、甘肃、四川、西藏等地，生长于海拔1,300米至3,600米的地区，多生长在山坡草地、荒野路边和密林阴湿处，目前尚未由人工引种栽培。

## 异名
- Cynoglossum wallichii G. Don var. glochidiatum (Wall. ex Benth.) Kazmi